# It's All a Blur Tour
It's All a Blur Tour é uma turnê do rapper canadense Drake e do rapper britânico 21 Savage, em promoção a seu álbum colaborativo Her Loss . Começou em 5 de julho de 2023, em Chicago, e terminará em Columbus, em 9 de outubro de 2023. A turnê possui em 56 shows agendados nos Estados Unidos e Canadá. É a primeira turnê de Drake na América do Norte em cinco anos.

## Setlist
This set list is representative of the songs that Drake has performed in Chicago, Illinois on July 5, 2023.
1. "Look What You've Done"
2. "Marvins Room"
3. "Say Something" (Hook Only)
4. "Shot for Me"
5. "Can I"
6. "Feel No Ways"
7. "Jaded"
8. "Jungle"
9. "Over"
10. "Headlines"
11. "The Motto"
12. "HYFR (Hell Ya Fucking Right)"
13. "Started from the Bottom"
14. "Energy"
15. "Know Yourself"
16. "Nonstop"
17. "Sicko Mode"
18. "Way 2 Sexy"
19. "BackOutsideBoyz"
20. "Jumbotron Shit Poppin"
21. "Laugh Now Cry Later"
22. "God's Plan"
23. "Child's Play"
24. "Wait For U"
25. "In My Feelings"
26. "Nice for What"
27. "Controlla"
28. "Too Good"
29. "Find Your Love"
30. "Fountains"
31. "Work"
32. "One Dance"
33. "Calling My Name"
34. "Massive"
35. "Sticky"
36. "Search & Rescue"

This set list is representative of the songs that 21 Savage has performed in Chicago, Illinois on July 5, 2023.
1. "Red Opps"
2. "Don't Come Out the House"
3. "10 Freaky Girls"
4. "Who Want Smoke??"
5. "Peaches & Eggplants"
6. "Rockstar"
7. "A Lot"
8. "No Heart"
9. "X"
10. "Runnin"
11. "Mr. Right Now"
12. "Bank Account"

This set list is representative of the songs that Drake & 21 Savage has performed in Chicago, Illinois on July 5, 2023.
1. "Knife Talk"
2. "On BS" (Played From Tape)
3. "Spin Bout U"
4. "Jimmy Cooks"
5. "Rich Flex"

Drake - Encore
1. "Legend"

## Datas da turnê
| Data                  | Cidade                | País                  | Local                    | Audiência             | Receita               |
| Leg 1 – North America | Leg 1 – North America | Leg 1 – North America | Leg 1 – North America    | Leg 1 – North America | Leg 1 – North America |
| --------------------- | --------------------- | --------------------- | ------------------------ | --------------------- | --------------------- |
| July 5, 2023          | Chicago               | United States         | United Center            |                       |                       |
| July 6, 2023          | Chicago               | United States         | United Center            |                       |                       |
| July 8, 2023          | Detroit               | United States         | Little Caesars Arena     |                       |                       |
| July 9, 2023          | Detroit               | United States         | Little Caesars Arena     |                       |                       |
| July 11, 2023         | Boston                | United States         | TD Garden                |                       |                       |
| July 12, 2023         | Boston                | United States         | TD Garden                |                       |                       |
| July 14, 2023         | Montreal              | Canada                | Bell Centre              |                       |                       |
| July 15, 2023         | Montreal              | Canada                | Bell Centre              |                       |                       |
| July 17, 2023         | Brooklyn              | United States         | Barclays Center          |                       |                       |
| July 18, 2023         | Brooklyn              | United States         | Barclays Center          |                       |                       |
| July 20, 2023         | Brooklyn              | United States         | Barclays Center          |                       |                       |
| July 21, 2023         | Brooklyn              | United States         | Barclays Center          |                       |                       |
| July 23, 2023         | New York City         | United States         | Madison Square Garden    |                       |                       |
| July 25, 2023         | New York City         | United States         | Madison Square Garden    |                       |                       |
| July 26, 2023         | New York City         | United States         | Madison Square Garden    |                       |                       |
| July 28, 2023         | Washington, D.C.      | United States         | Capital One Arena        |                       |                       |
| July 29, 2023         | Washington, D.C.      | United States         | Capital One Arena        |                       |                       |
| July 31, 2023         | Philadelphia          | United States         | Wells Fargo Center       |                       |                       |
| August 1, 2023        | Philadelphia          | United States         | Wells Fargo Center       |                       |                       |
| August 4, 2023        | Milwaukee             | United States         | Fiserv Forum             |                       |                       |
| August 12, 2023       | Inglewood             | United States         | Kia Forum                |                       |                       |
| August 13, 2023       | Inglewood             | United States         | Kia Forum                |                       |                       |
| August 15, 2023       | Inglewood             | United States         | Kia Forum                |                       |                       |
| August 16, 2023       | Inglewood             | United States         | Kia Forum                |                       |                       |
| August 18, 2023       | San Francisco         | United States         | Chase Center             |                       |                       |
| August 19, 2023       | San Francisco         | United States         | Chase Center             |                       |                       |
| August 21, 2023       | Los Angeles           | United States         | Crypto.com Arena         |                       |                       |
| August 22, 2023       | Los Angeles           | United States         | Crypto.com Arena         |                       |                       |
| August 25, 2023       | Seattle               | United States         | Climate Pledge Arena     |                       |                       |
| August 26, 2023       | Seattle               | United States         | Climate Pledge Arena     |                       |                       |
| August 28, 2023       | Vancouver             | Canada                | Rogers Arena             |                       |                       |
| August 29, 2023       | Vancouver             | Canada                | Rogers Arena             |                       |                       |
| September 1, 2023     | Las Vegas             | United States         | T-Mobile Arena           |                       |                       |
| September 2, 2023     | Las Vegas             | United States         | T-Mobile Arena           |                       |                       |
| September 5, 2023     | Glendale              | United States         | Desert Diamond Arena     |                       |                       |
| September 6, 2023     | Glendale              | United States         | Desert Diamond Arena     |                       |                       |
| September 8, 2023     | Denver                | United States         | Ball Arena               |                       |                       |
| September 11, 2023    | Austin                | United States         | Moody Center             |                       |                       |
| September 12, 2023    | Austin                | United States         | Moody Center             |                       |                       |
| September 14, 2023    | Dallas                | United States         | American Airlines Center |                       |                       |
| September 15, 2023    | Dallas                | United States         | American Airlines Center |                       |                       |
| September 17, 2023    | Houston               | United States         | Toyota Center            |                       |                       |
| September 18, 2023    | Houston               | United States         | Toyota Center            |                       |                       |
| September 20, 2023    | New Orleans           | United States         | Smoothie King Center     |                       |                       |
| September 22, 2023    | Charlotte             | United States         | Spectrum Center          |                       |                       |
| September 23, 2023    | Charlotte             | United States         | Spectrum Center          |                       |                       |
| September 25, 2023    | Atlanta               | United States         | State Farm Arena         |                       |                       |
| September 26, 2023    | Atlanta               | United States         | State Farm Arena         |                       |                       |
| September 28, 2023    | Miami                 | United States         | Kaseya Center            |                       |                       |
| September 29, 2023    | Miami                 | United States         | Kaseya Center            |                       |                       |
| October 1, 2023       | Nashville             | United States         | Bridgestone Arena        |                       |                       |
| October 2, 2023       | Nashville             | United States         | Bridgestone Arena        |                       |                       |
| October 5, 2023       | Toronto               | Canada                | Scotiabank Arena         |                       |                       |
| October 7, 2023       | Toronto               | Canada                | Scotiabank Arena         |                       |                       |
| October 9, 2023       | Columbus              | United States         | Schottenstein Center     |                       |                       |
| Total                 |                       |                       |                          |                       |                       |

| Data                | Cidade  | País           | Local                | Razão                   |
| ------------------- | ------- | -------------- | -------------------- | ----------------------- |
| 2 de julho de 2023  | Colombo | Estados Unidos | Centro Schottenstein | Conflito de agendamento |
| 6 de agosto de 2023 | Memphis | Estados Unidos | Fórum FedEx          | Problemas de produção   |